# Campionat del Món sub-20 d'hoquei sobre patins masculí
El Campionat del Món sub-20 d'hoquei patins és una competició mundial d'hoquei sobre patins per a seleccions estatals masculines en la que només hi poden participar jugadors menors de vint anys. Es disputa cada dos anys i l'organitza la Federació Internacional de Patinatge (FIRS) juntament amb el Comitè Internacional d'Hoquei sobre patins (CIRH).

## Historial
| Edició       | Any  | Seu                              | Vencedor  | 2n classificat | 3r classificat | 4t classificat |
| ------------ | ---- | -------------------------------- | --------- | -------------- | -------------- | -------------- |
| I detalls    | 2003 | Montevideo (Uruguai)             | Portugal  | Argentina      | França         | Anglaterra     |
| II detalls   | 2005 | Malargüe (Argentina)             | Argentina | Espanya        | Xile           | Brasil         |
| III detalls  | 2007 | Santiago de Xile (Xile)          | Espanya   | Portugal       | Argentina      | Xile           |
| IV detalls   | 2009 | Bassano del Grappa (Itàlia)      | Espanya   | Portugal       | Xile           | Itàlia         |
| V detalls    | 2011 | Barcelos (Portugal)              | Espanya   | Portugal       | Itàlia         | Argentina      |
| VI detalls   | 2013 | Cartagena (Colòmbia)             | Portugal  | Espanya        | Argentina      | França         |
| VII detalls  | 2015 | Vilanova i la Geltrú (Catalunya) | Portugal  | Espanya        | França         | Itàlia         |
| VIII detalls | 2017 | Nanquín (RP de la Xina)          | Portugal  | Espanya        | Itàlia         | Argentina      |
| IX detalls   | 2019 | Barcelona (Catalunya)            | Espanya   | Argentina      | Portugal       | Itàlia         |
| X detalls    | 2022 | Buenos Aires (Argentina)         | Argentina | Itàlia         | Portugal       | Espanya        |
| XI detalls   | 2024 | Novara (Itàlia)                  | Espanya   | Portugal       | Argentina      | Itàlia         |

## Palmarès
| Equip     | Campionats guanyats              |
| --------- | -------------------------------- |
| Espanya   | 5 (2007, 2009, 2011, 2019, 2024) |
| Portugal  | 4 (2003, 2013, 2015, 2017)       |
| Argentina | 2 (2005, 2022)                   |
| Total     | 11                               |